# Кармен Гай
Кармен Гай (Karmen Geï) — драма 2001 года режиссёра Жозефа Гэй Рамаки, снятая по мотивам новеллы «Кармен» Проспера Мериме. Фильм наполнен музыкой в стилях джаз, афро-поп, национальными мотивами Африки.

## Сюжет
Кармен — заключённая женской тюрьмы в Сенегале. Яркая и страстная натура, она соблазняет начальницу тюрьмы Анджелику. После ночи любви с ней, она сбегает с тюремного острова в город. Однако в городе ей недолго удаётся остаться на свободе. На свадебном празднике, посвященном женитьбе местного военного начальника, Кармен бросает тому в лицо обвинения в жестокости и притеснении народа. Её арестовывают. Во время конвоирования по городу Кармен очаровывает сопровождающего — военного Ламина Дьопа и сбегает. Ламина сажают под арест. Кармен возвращается к своим друзьям — подпольным борцам за свободу. Вместе с ними она освобождает Ламина. Заворожённый Кармен, Ламин следует за ней. Но он видит, что Кармен нисколько не ценит его как мужчину. В это время Анджелика приплывает в город. Её сердце тоже страдает из-за любви к девушке. Поняв, что Кармен слишком свободолюбива и никогда не ответит на её чувства, Анджелика топится в океане. Ламин, потерявший всё, что имел, и не получивший Кармен, убивает её.

## Актёрский состав
| В ролях           |  | Персонаж   |
| ----------------- |  | ---------- |
| Djeïnaba Diop Gaï |  | Кармен Гай |
| Magaye Niang      |  | Ламин Дьоп |
| Стефани Биддл     |  | Анджелика  |
| Thierno Ndiaye    |  | Самба      |
| Dieynaba Niang    |  | Пенда      |
| El Hadg Ndiaye    |  | Массиги    |

## Награды
Фильм получил следующие награды:
| Награды                                   | Награды | Награды                        | Награды              | Награды          |
| ----------------------------------------- | ------- | ------------------------------ | -------------------- | ---------------- |
| Фестиваль / Премия                        | Год     | Награда                        | Категория            | Победитель       |
| Кинофестиваль «Аутфест»                   | 2002    | Приз зрительских симпатий      | Выдающийся саундтрек | Дэвид Мюррей     |
| San Francisco International Film Festival | 2002    | SKYY Prize — Honorable Mention |                      | Жозеф Гэй Рамака |